# Eremophysa omanensis
Eremophysa omanensis är en fjärilsart som beskrevs av Charles Boursin 1970. Eremophysa omanensis ingår i släktet Eremophysa och familjen nattflyn. Inga underarter finns listade i Catalogue of Life.